# Gabuciniidae
Gabuciniidae — родина саркоптиформних кліщів надродини Pterolichoidea. Включає понад 60 видів. Це мікроскопічні кліщі, завдовжки 300—500 мкм, що живуть у пір'ї птахів.

## Роди
- Aetacarus
- Anepigynia
- Aposolenidia
- Artamacarus
- Capitolichus
- Cathartacarus
- Coraciacarus
- Coraciibia
- Gabucinia
- Hieracolichus
- Metagabucinia
- Paragabucinia
- Piciformobia
- Proaposolenidia
- Ramogabucinia
- Tocolichus